# Chilean Airways
Chilean Airways es una aerolínea chilena, que opera principalmente en la zona norte del país, además de conectar a Chile con otros destinos de Latinoamérica. Tiene su centro de conexión en el Aeropuerto Internacional Diego Aracena de la ciudad de Iquique. Actualmente, opera vuelos chárter hacía todas sus rutas.
Fue fundada en junio de 2016 para operar principalmente en algunas rutas aéreas de la zona norte de Chile que no eran cubiertas por las dos aerolíneas que dominan el mercado en ese país, LATAM y Sky. A fines de ese año, habían extendido sus operaciones a destinos internacionales desde Iquique, como Argentina, Bolivia, Ecuador, Perú y Paraguay, y posteriormente iniciaron vuelos hacia el Caribe.

## Destinos
Actualmente cubre 5 destinos en Chile, sin contar su aeropuerto principal.
| Ciudad            | Código de aeropuerto | Código de aeropuerto | Nombre del aeropuerto                               | Notas |
| Ciudad            | IATA                 | ICAO                 | Nombre del aeropuerto                               | Notas |
| ----------------- | -------------------- | -------------------- | --------------------------------------------------- | ----- |
| Chile             |                      |                      |                                                     |       |
| Antofagasta       | ANF                  | SCFA                 | Aeropuerto Internacional Cerro Moreno               |       |
| Arica             | ARI                  | SCAR                 | Aeropuerto Internacional Chacalluta                 |       |
| Calama            | CJC                  | SCCF                 | Aeropuerto Internacional El Loa                     |       |
| Iquique           | IQQ                  | SCDA                 | Aeropuerto Internacional Diego Aracena              | HUB   |
| La Serena         | LSC                  | SCSE                 | Aeropuerto La Florida                               |       |
| Santiago          | SCL                  | SCEL                 | Aeropuerto Internacional Arturo Merino Benítez      |       |
| Argentina         |                      |                      |                                                     |       |
| Buenos Aires      | EZE                  | SAEZ                 | Aeropuerto Internacional Ministro Pistarini         |       |
| Paraguay          |                      |                      |                                                     |       |
| Asunción          | ASU                  | SGAS                 | Aeropuerto Internacional Silvio Pettirossi          |       |
| Perú              |                      |                      |                                                     |       |
| Lima              | LIM                  | SPJC                 | Aeropuerto Internacional Jorge Chávez               |       |
| Uruguay           |                      |                      |                                                     |       |
| Montevideo        | MVD                  | SUMU                 | Aeropuerto Internacional de Carrasco                |       |
| Bolivia           |                      |                      |                                                     |       |
| Cochabamba        | CBB                  | SLCB                 | Aeropuerto Internacional Jorge Wilstermann          |       |
| Santa Cruz        | VVI                  | SLVR                 | Aeropuerto Internacional Viru Viru                  |       |
| Curazao           |                      |                      |                                                     |       |
| Willemstad        | CUR                  | TNCC                 | Aeropuerto Internacional Hato                       |       |
| Aruba             |                      |                      |                                                     |       |
| Oranjestad        | AUA                  | TNCA                 | Aeropuerto Internacional Reina Beatrix              |       |
| Cuba              |                      |                      |                                                     |       |
| La Habana         | HAV                  | MUHA                 | Aeropuerto Internacional José Martí                 |       |
| Venezuela         |                      |                      |                                                     |       |
| Isla de Margarita | PMV                  | SVMG                 | Aeropuerto Internacional del Caribe Santiago Mariño |       |